# گمینا کنپنو
گمینا کنپنو (به لهستانی:  Gmina Kępno) یک گمینا در لهستان است که در شهرستان کنپنو واقع شده‌است. گمینا کنپنو ۱۲۴٫۰۳ کیلومتر مربع مساحت و ۲۴٬۳۰۸ نفر جمعیت دارد.

## خواهرخوانده
شهر تروتنو خواهرخواندهٔ گمینا کنپنو هست.